# Löhrbach

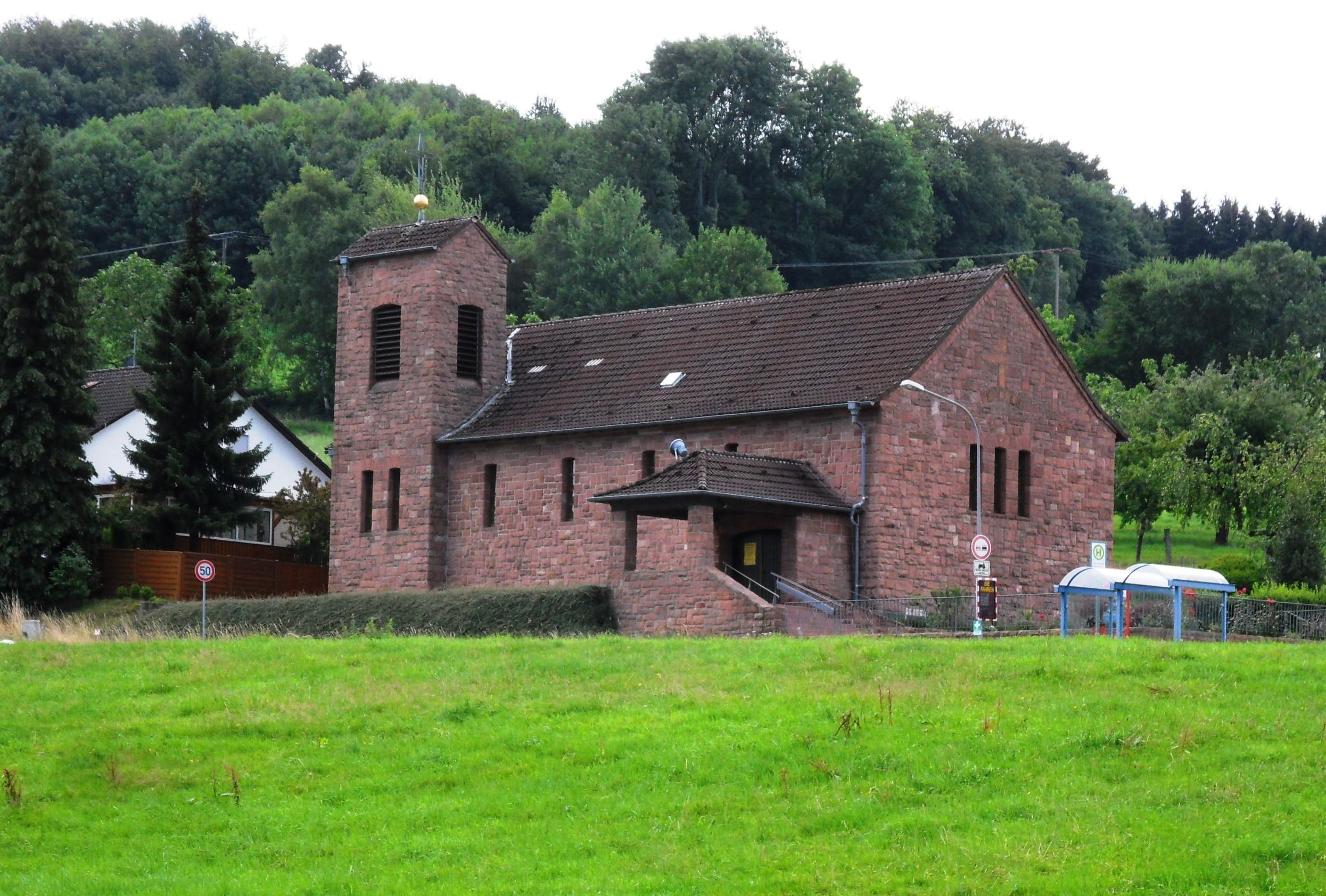
Katholische Pfarrkirche Unbeflecktes Herz Mariens

Löhrbach ist der östlichste Ortsteil von Birkenau im südhessischen Landkreis Bergstraße.

## Geographische Lage
Löhrbach liegt im westlichen Odenwald in der Nähe der Bergstraße im Tal des Löhrbachs (dem Oberlauf des Kallstädter Bachs), einem linken östlichen Seitental der Weschnitz. Die Häuser und landwirtschaftlichen Gehöfte des Dorfes liegen im Talgrund verstreut auf der ganzen Länge der Gemarkung von fast drei Kilometer zwischen Ober-Abtsteinach oberhalb im Osten und Kallstadt unterhalb im Westen. Das Tal ist eingerahmt von den bewaldeten Höhen des Kisselbuschs (502 Meter) und Götzensteins (522 Meter) im Norden und der höchsten Erhebung der Gemeinde Birkenau, des 538 Meter hohen Waldskopfs im Süden. Zur Gemarkung Löhrbach zählen auch die Weiler Schnorrenbach im Norden und Buchklingen im Südwesten.

## Geschichte

### Von den Anfängen bis zum 18. Jahrhundert
Löhrbach entstand im Gebiet der ehemaligen Mark Heppenheim, einem Verwaltungsbezirk des Frankenreichs. Am 20. Januar 773 schenkte Karl der Große die Stadt Heppenheim nebst der Mark Heppenheim dem Reichskloster Lorsch. Von hier wurde die Urbarmachung und Besiedlung des Gebietes betrieben. Der Blütezeit des Klosters Lorsch, in dessen Gebiet Löhrbach lag, folgte im 11. und 12. Jahrhundert sein Niedergang. 1232 wurde das Kloster dem Erzbistum Mainz unterstellt. 1461 verpfändete Kurmainz infolge der Mainzer Stiftsfehde diese Besitzungen an die Kurpfalz. Diese wechselte 1556 zum protestantischen Glauben und hob 1564 das Kloster auf.
Die erste Erwähnung des Ortes findet sich 1071 als Lerlebach im Lorscher Codex, einem Besitzverzeichnis der Abtei Lorsch, als König Ludwig der Bayer dem Kloster Lorsch unter anderem den Besitz von 14 Huben, zwei Teilen des Zehnten und einer Mühle zu Lerlebach bestätigte.
1232 unterstellte Kaiser Friedrich II. die Reichsabtei Lorsch dem Erzbistum Mainz und dessen Bischof Siegfried III. zur Reform. Die Benediktiner widersetzten sich der angeordneten Reform und mussten deshalb die Abtei verlassen. Sie wurden durch Zisterzienser aus dem Kloster Eberbach und diese 1248 durch Prämonstratenser aus dem Kloster Allerheiligen ersetzt. Von diesem Zeitpunkt an wurde das Kloster als Propstei weitergeführt.
1267 wurde erstmals ein Burggraf auf der Starkenburg (über Heppenheim) genannt, der auch das „Amt Starkenburg“, zu dem Löhrbach zählte, verwaltete. Das Erzstift Mainz verkaufte 1347 das Dorf an den Ritter Anselm von Hemsbach. Wie lange es in dessen Besitz war, ist nicht belegt.
Im Verlauf der für Kurmainz verhängnisvollen Mainzer Stiftsfehde wurde das Amt Starkenburg an Kurpfalz wiedereinlöslich verpfändet und blieb anschließend für 160 Jahre pfälzisch. Pfalzgraf Friedrich I. hatte sich für seine Unterstützung von Erzbischof Diether im durch die beiden Kurfürsten am 19. November 1461 geschlossenen „Weinheimer Bund“ das „Amt Starkenburg“ verpfänden lassen, wobei Kurmainz das Recht erhielt, das Pfand für 100.000 Pfund wieder einzulösen.
Aus dem Jahr 1480 wird berichtet, dass das Dorf jährlich 19 Pfund und 10 Schillinge an die Kellerei zu Heppenheim abzuführen hatte.
In den Anfängen der Reformation sympathisierten die pfälzischen Herrscher offen mit dem lutherischen Glauben, aber erst unter Ottheinrich, Kurfürst von 1556 bis 1559, erfolgte der offizielle Übergang zur lutherischen Lehre. Danach wechselten seine Nachfolger und gezwungenermaßen auch die Bevölkerung mehrfach zwischen der lutherischen und reformierten Konfession. Als Folge der Reformation hob die Kurpfalz 1564 das Kloster Lorsch auf. Die bestehenden Rechte wie Zehnten, Grundzinsen, Gülten und Gefälle des Klosters Lorsch wurden fortan durch die „Oberschaffnerei Lorsch“ wahrgenommen und verwaltet.
Als Gericht und untergeordnete Verwaltungseinheit entwickelte sich die Zent Abtsteinach, deren älteste erhalten gebliebene Beschreibung aus dem Jahr 1590 stammt und in der Löhrbach als Teil der Zent bereits genannt wurde. Im Laufe des Dreißigjährigen Krieges (1618–1648) eroberten spanische Truppen der „Katholischen Liga“ die Region und stellten damit 1623 die Kurmainzer Herrschaft wieder her. Dadurch wurde die durch die Pfalzgrafen eingeführte Reformation weitgehend wieder rückgängig gemacht und die Bevölkerung musste wieder zum katholischen Glauben zurückkehren. Zwar zogen sich die spanischen Truppen nach 10 Jahren vor den anrückenden Schweden zurück, aber nach der Niederlage der Evangelischen in der Nördlingen 1634 verließen auch die Schweden die Bergstraße und mit dem Schwedisch-Französischen Krieg begann ab 1635 das blutigste Kapitel des Dreißigjährigen Krieges. Aus der Region berichten die Chronisten aus jener Zeit: „Pest und Hunger wüten im Land und dezimieren die Bevölkerung, sodass die Dörfer öfters völlig leer stehen“. Mit dem Westfälischen Frieden von 1648 wurde die Einlösung der Pfandschaft endgültig festgeschrieben.
1658 ließ der Mainzer Erzbischof Johann Philipp von Schönborn in Ober-Abtsteinach eine dem heiligen Bonifatius geweihte Kirche errichten, zu deren Pfarrei 23 Orte gehörten und die die einzige Kirche der ganzen „Zent Abtsteinach“ war und zum „Bergsträßer Landkapitel“ zählte.
Aus dem Jahr 1654 ist der Nachweis erhalten, dass alle „Centmänner“ Leibeigene von Kurmainz waren. Außerdem ist überliefert, dass Löhrbach aus 16 Huben bestand und die Orte Trösel und Löhrbach bezüglich der „Niederen Gerichtsbarkeit“ ein gemeinsames „Ganzes Gericht“ unterhielten. Vom Zehnten fielen in diesem Jahr 2/3 an das Waisenhaus in Handschuhsheim und 1/3 an das Domkapitel zu Mainz, den „kleinen Zehnten“ erhielt der Pfarrer von Weinheim und später der Pfarrer von Ober-Abtsteinach.
Als es 1782 zu einer Umstrukturierung im Bereich des Kurmainzer Amtes Starkenburg kam, wurde der Bereich des Amtes in die vier untergeordneten Amtsvogteien Heppenheim, Bensheim, Lorsch und Fürth aufgeteilt und das Amt in Oberamt umbenannt. Die Zente Fürth, Mörlenbach und Abtsteinach, wo Löhrbach lag, wurden der Amtsvogtei Fürth unterstellt und mussten ihre Befugnisse weitgehend abgeben. Zwar blieb die Zentordnung mit dem Zentschultheißen formal bestehen, dieser konnte jedoch nur noch die Anordnungen der übergeordneten Behörden (Oberamt Starkenburg, Unteramt Fürth) ausführen. Das „Oberamt Starkenburg“ gehörte verwaltungsmäßig zum „Unteren Erzstift“ des Kurfürstentums Mainz.

### Vom 19. Jahrhundert bis heute
Mit dem Reichsdeputationshauptschluss von 1803 erhielt die Landgrafschaft Hessen-Darmstadt, als Ausgleich für verlorene linksrheinische Gebiete, unter anderem rechts des Rheins gelegene Teile der aufgelösten Fürstentümer Kurmainz, Kurpfalz und des Worms zugesprochen. Damit kam auch das Oberamt Starkenburg und mit ihm Löhrbach an Hessen-Darmstadt. Dort wurde die „Amtsvogtei Fürth“ vorerst als hessisches Amt weitergeführt, während das Oberamt Starkenburg 1805 aufgelöst wurde. Die übergeordnete Verwaltungsbehörde war der „Regierungsbezirk Darmstadt“, der ab 1803 auch als „Fürstentum Starkenburg“ bezeichnet wurde.
In der Landgrafschaft Hessen-Darmstadt wurde mit Ausführungsverordnung vom 9. Dezember 1803 das Gerichtswesen neu organisiert. Für das Fürstentum Starkenburg wurde das „Hofgericht Darmstadt“ als Gericht der zweiten Instanz eingerichtet. Die Rechtsprechung der ersten Instanz wurde durch die Ämter bzw. Standesherren vorgenommen. Das Hofgericht war für normale bürgerliche Streitsachen Gericht der zweiten Instanz, für standesherrliche Familienrechtssachen und Kriminalfälle die erste Instanz. Übergeordnet war das Oberappellationsgericht Darmstadt. Damit hatten die Zente und die mit ihnen verbundenen Zentgerichte endgültig ihre Funktion eingebüßt.
1812 wurde das ehemals Pfälzische Oberamt Lindenfels aufgelöst und das bereits als Zentort bestehende Wald-Michelbach erhielt eine eigene Amtsvogtei, deren Amtsbereich auch Löhrbach zugewiesen wurde.
Konrad Dahl berichtet 1812 in seiner Historisch-topographisch-statistische Beschreibung des Fürstenthums Lorsch, oder Kirchengeschichte des Oberrheingaues über
Löhrbach als Ort der „Zent Abtsteinach“:

„Löhrbach (Lerlebach, 1071) ein Dorf von 17 Höfen mit 23 Häusern und 266 Seelen. Von Absteinach ist es ½ Stunde entfernt. Es hat eine Mühle und ein gemeines Wäldchen. Von dem dasigen Zehenden erhält der Pfarrer zu Abtsteinach jährlich 11 Malt. Haber.“

1821 wurden im Rahmen einer umfassenden Verwaltungsreform die Amtsvogteien in den Provinzen Starkenburg und Oberhessen des Großherzogtums aufgelöst und Landratsbezirke eingeführt, wobei Löhrbach zum Landratsbezirk Lindenfels kam. Im Rahmen dieser Reform wurden auch Landgerichte geschaffen, die jetzt unabhängig von der Verwaltung waren. Deren Gerichtsbezirke entsprachen in ihrem Umfang den Landratsbezirken. Für den Landratsbezirk Lindenfels war das Landgericht Fürth als Gericht erster Instanz zuständig. Diese Reform ordnete auch die Verwaltung auf Gemeindeebene neu. So war die Bürgermeisterei in Oberabtsteinach für Löhrbach und die Orte Trösel, Buchklingen, Eichelberg (heute Eichelberger Höfe in der Gemarkung Unter-Flockenbach), Flockenbach (heute Unter-Flockenbach), Gorxheim, Kunzenbach (heute eine Siedlung in der Gemarkung Gorxheim) und Unterabtsteinach zuständig. Entsprechend der Gemeindeverordnung vom 30. Juni 1821 gab es keine Einsetzungen von Schultheißen mehr, sondern einen gewählten Ortsvorstand, der sich aus Bürgermeister, Beigeordneten und Gemeinderat zusammensetzte.
Die Statistisch-topographisch-historische Beschreibung des Großherzogthums Hessen berichtet 1829 über Löhrbach:

„Löhrbach (L. Bez. Lindenfels) kath. Filialdorf; liegt 3 St. von Lindenfels und hat 30 Häuser und 309 kath. Einw. – Der Ort kommt 1071 unter dem Namen Lerlebach vor und ist 1802 von Mainz an Hessen gekommen.“

1832 wurden Kreise geschaffen. Nach der am 20. August 1832 bekanntgegebenen Neugliederung sollte es in Süd-Starkenburg künftig nur noch die Kreise Bensheim und Lindenfels geben; der Landratsbezirk von Heppenheim sollte in den Kreis Bensheim fallen. Noch vor dem Inkrafttreten der Verordnung zum 15. Oktober 1832 wurde diese aber dahingehend revidiert, dass statt des Kreises Lindenfels neben dem Kreis Bensheim der Kreis Heppenheim als zweiter Kreis gebildet wurde, zu dem jetzt Löhrbach gehörte.
Am 31. Juli 1848 wurden die Kreise und die Landratsbezirke des Großherzogtums abgeschafft und durch „Regierungsbezirke“ ersetzt, wobei die bisherigen Kreise Bensheim und Heppenheim zum Regierungsbezirk Heppenheim vereinigt wurden. Bereits vier Jahre später, im Laufe der Reaktionsära, kehrte man aber zur Einteilung in Kreise zurück und Löhrbach wurde Teil des neu geschaffenen Kreises Lindenfels.
Die im Dezember 1852 aufgenommenen Bevölkerungs- und Katasterlisten ergaben für Löhrbach: Katholisches Filialdorf mit 379 Einwohnern. Die Gemarkung bestand aus 1891 Morgen, davon 1042 Morgen Ackerland, 321 Morgen Wiesen und 496 Morgen Wald.
In den Statistiken des Großherzogtums Hessen werden, bezogen auf Dezember 1867, für das Filialdorf Löhrbach mit eigener Bürgermeisterei, 47 Häuser, 407 Einwohnern, der Kreis Lindenfels, das Landgericht Wald-Michelbach, die evangelische Pfarrei Birkenau mit dem Dekanat in Lindenfels und die katholische Pfarrei Ober-Abtsteinach des Dekanats Heppenheim, angegeben. Die Bürgermeisterei verwaltete außerdem das Filialdorf Buch-Klingen (22 Häuser, 141 Einw.), das in der Löhrbacher Gemarkung lag.
1874 wurde eine Anzahl von Verwaltungsreformen beschlossen. So wurden die landesständige Geschäftsordnung sowie die Verwaltung der Kreise und Provinzen durch Kreis- und Provinzialtage geregelt. Die Neuregelung trat am 12. Juli 1874 in Kraft und verfügte auch die Auflösung der Kreise Lindenfels und Wimpfen und die Wiedereingliederung Löhrbachs in den Kreis Heppenheim.
Im Jahr 1927 wurde Gemarkungsgröße mit 472,8 ha angegeben.
Die hessischen Provinzen Starkenburg, Rheinhessen und Oberhessen wurden 1937 nach der 1936 erfolgten Auflösung der Provinzial- und Kreistage aufgehoben. Zum 1. November 1938 trat dann eine umfassende Gebietsreform auf Kreisebene in Kraft. In der ehemaligen Provinz Starkenburg war der Kreis Bensheim besonders betroffen, da er aufgelöst und zum größten Teil dem Kreis Heppenheim zugeschlagen wurde. Der Kreis Heppenheim übernahm auch die Rechtsnachfolge des Kreises Bensheim und erhielt den neuen Namen Landkreis Bergstraße.
Wie die Einwohnerzahlen von 1939 und 1946 zeigen, nahm auch Löhrbach nach dem Krieg viele Flüchtlinge und Vertriebene aus den ehemaligen deutschen Ostgebieten auf.
Im Jahr 1961 wurde die Gemarkungsgröße mit 473 ha angegeben, davon waren 142 ha Wald.
Im Zuge der Gebietsreform in Hessen wurden zum 31. Dezember 1971 die die bis dahin selbständigen Gemeinden Löhrbach und Nieder-Liebersbach auf freiwilliger Basis in die Gemeinde Birkenau eingemeindet. In der Folge wurden aus der Löhrbacher Gemarkung zwei Ortsbezirke  eingerichtet: einer für Löhrbach selbst und einer für den Weiler Buchklingen.

### Gerichtszugehörigkeit in Hessen
In der Landgrafschaft Hessen-Darmstadt wurde mit Ausführungsverordnung vom 9. Dezember 1803 das Gerichtswesen neu organisiert. Für das Fürstentum Starkenburg wurde das „Hofgericht Darmstadt“ eingerichtet. Es war für normale bürgerliche Streitsachen Gericht der zweiten Instanz, für standesherrliche Familienrechtssachen und Kriminalfälle die erste Instanz. Übergeordnet war das Oberappellationsgericht Darmstadt. Die Rechtsprechung der ersten Instanz wurde weiter durch die Ämter, Standesherren und Patrimonialgerichte wahrgenommen. Für Löhrbach war damit das Amt Fürth zuständig. Ab 1813 war dann das neu gebildete Justizamt in Fürth die erste Instanz.
Mit Einrichtung der Landgerichte im Großherzogtum Hessen war ab 1821 das Landgericht Fürth das Gericht erster Instanz. 1853 wurde daraus ein neuer Landgerichtsbezirk ausgegliedert, das Landgericht Waldmichelbach, zu dem auch Löhrbach gehörte.
Anlässlich der Einführung des Gerichtsverfassungsgesetzes mit Wirkung vom 1. Oktober 1879, infolge derer die bisherigen großherzoglichen Landgerichte durch Amtsgerichte an gleicher Stelle ersetzt wurden, während die neu geschaffenen Landgerichte nun als Obergerichte fungierten, wurde nun das Amtsgericht Wald-Michelbach im Bezirk des Landgerichts Darmstadt zuständig.
1943 wurde der Amtsgerichtsbezirk Wald-Michelbach kriegsbedingt vorübergehend aufgelöst, dem Amtsgericht Fürth zugeordnet und dort als Zweigstelle geführt, was nach dem Krieg wieder rückgängig gemacht wurde. Zum 1. Juli 1968 wurde dann das Amtsgericht Wald-Michelbach aufgelöst, womit Löhrbach endgültig in die Zuständigkeit des Amtsgerichts Fürth kam.

### Verwaltungsgeschichte im Überblick
Die folgende Liste zeigt die Staaten und Verwaltungseinheiten, denen Löhrbach angehört(e):
- vor 1782: Heiliges Römisches Reich, Kurfürstentum Mainz, Amt Starkenburg (1461–1650 an Kurpfalz verpfändet), Zent Abtsteinach
- ab 1782: Heiliges Römisches Reich, Kurfürstentum Mainz, Unteres Erzstift, Oberamt Starkenburg, Amtsvogtei Fürth
- ab 1803: Heiliges Römisches Reich, Landgrafschaft Hessen-Darmstadt, Fürstentum Starkenburg, Amt Fürth
- ab 1806: Großherzogtum Hessen,[Anm. 2] Fürstentum Starkenburg, Amt Fürth[25]
- ab 1812: Großherzogtum Hessen, Fürstentum Starkenburg, Amt Waldmichelbach
- ab 1815: Großherzogtum Hessen, Provinz Starkenburg, Amt Waldmichelbach
- ab 1821: Großherzogtum Hessen, Provinz Starkenburg, Landratsbezirk Lindenfels[Anm. 3]
- ab 1832: Großherzogtum Hessen, Provinz Starkenburg, Kreis Heppenheim
- ab 1848: Großherzogtum Hessen, Regierungsbezirk Heppenheim
- ab 1852: Großherzogtum Hessen, Provinz Starkenburg, Kreis Lindenfels
- ab 1871: Deutsches Reich, Großherzogtum Hessen, Provinz Starkenburg, Kreis Lindenfels
- ab 1874: Deutsches Reich, Großherzogtum Hessen, Provinz Starkenburg, Kreis Heppenheim
- ab 1918: Deutsches Reich, Volksstaat Hessen,[Anm. 4] Provinz Starkenburg, Kreis Heppenheim
- ab 1938: Deutsches Reich, Volksstaat Hessen, Landkreis Bergstraße[26][Anm. 5]
- ab 1945: Deutsches Reich, Amerikanische Besatzungszone,[Anm. 6] Groß-Hessen, Regierungsbezirk Darmstadt, Landkreis Bergstraße
- ab 1946: Deutsches Reich, Amerikanische Besatzungszone, Hessen, Regierungsbezirk Darmstadt, Landkreis Bergstraße
- ab 1949: Bundesrepublik Deutschland, Hessen, Regierungsbezirk Darmstadt, Landkreis Bergstraße
- ab 1972: Bundesrepublik Deutschland, Hessen, Regierungsbezirk Darmstadt, Landkreis Bergstraße, Gemeinde Birkenau

## Bevölkerung

### Einwohnerstruktur 2011
Nach den Erhebungen des Zensus 2011 lebten am Stichtag dem 9. Mai 2011 in Löhrbach 705 Einwohner. Darunter waren 30 (4,6 %) Ausländer. Nach dem Lebensalter waren 123 Einwohner unter 18 Jahren, 306 waren zwischen 18 und 49, 144 zwischen 50 und 64 und 132 Einwohner waren älter. Die Einwohner lebten in 294 Haushalten. Davon waren 78 Singlehaushalte, 81 Paare ohne Kinder und 111 Paare mit Kindern, sowie 18 Alleinerziehende und 3 Wohngemeinschaften. In 51 Haushalten lebten ausschließlich Senioren und in 198 Haushaltungen leben keine Senioren.

### Einwohnerentwicklung
| • 1806: | 261 Einwohner, 23 Häuser                   |
| • 1812: | 266 Einwohner, 23 Häuser (17 Höfe)         |
| • 1829: | 309 Einwohner, 30 Häuser                   |
| • 1867: | 548 Einwohner, 69 Häuser (mit Buchklingen) |

| Löhrbach: Einwohnerzahlen von 1806 bis 2018 | Löhrbach: Einwohnerzahlen von 1806 bis 2018 | Löhrbach: Einwohnerzahlen von 1806 bis 2018 | Löhrbach: Einwohnerzahlen von 1806 bis 2018 | Löhrbach: Einwohnerzahlen von 1806 bis 2018 |
| --- | ------------------------------------------- | ------------------------------------------- | ------------------------------------------- | ------------------------------------------- |
| Jahr |                                             |                                             |                                             | Einwohner                                   |
| 1806 | 1806                                        |                                             | 261                                         | 261                                         |
| 1812 | 1812                                        |                                             | 266                                         | 266                                         |
| 1829 | 1829                                        |                                             | 309                                         | 309                                         |
| 1834 | 1834                                        |                                             | 472                                         | 472                                         |
| 1840 | 1840                                        |                                             | 524                                         | 524                                         |
| 1846 | 1846                                        |                                             | 545                                         | 545                                         |
| 1852 | 1852                                        |                                             | 525                                         | 525                                         |
| 1858 | 1858                                        |                                             | 563                                         | 563                                         |
| 1864 | 1864                                        |                                             | 538                                         | 538                                         |
| 1871 | 1871                                        |                                             | 538                                         | 538                                         |
| 1875 | 1875                                        |                                             | 569                                         | 569                                         |
| 1885 | 1885                                        |                                             | 540                                         | 540                                         |
| 1895 | 1895                                        |                                             | 594                                         | 594                                         |
| 1905 | 1905                                        |                                             | 549                                         | 549                                         |
| 1910 | 1910                                        |                                             | 590                                         | 590                                         |
| 1925 | 1925                                        |                                             | 541                                         | 541                                         |
| 1939 | 1939                                        |                                             | 494                                         | 494                                         |
| 1946 | 1946                                        |                                             | 664                                         | 664                                         |
| 1950 | 1950                                        |                                             | 615                                         | 615                                         |
| 1956 | 1956                                        |                                             | 573                                         | 573                                         |
| 1961 | 1961                                        |                                             | 655                                         | 655                                         |
| 1967 | 1967                                        |                                             | 709                                         | 709                                         |
| 1970 | 1970                                        |                                             | 755                                         | 755                                         |
| 1980 | 1980                                        |                                             | ?                                           | ?                                           |
| 1990 | 1990                                        |                                             | ?                                           | ?                                           |
| 2000 | 2000                                        |                                             | ?                                           | ?                                           |
| 2005 | 2005                                        |                                             | 681                                         | 681                                         |
| 2011 | 2011                                        |                                             | 705                                         | 705                                         |
| 2015 | 2015                                        |                                             | 677                                         | 677                                         |
| 2018 | 2018                                        |                                             | 638                                         | 638                                         |
| Datenquelle: Historisches Gemeindeverzeichnis für Hessen: Die Bevölkerung der Gemeinden 1834 bis 1967. Wiesbaden: Hessisches Statistisches Landesamt, 1968. Weitere Quellen: LAGIS:; Gemeinde Birkenauf; Zensus 2011 |                                             |                                             |                                             |                                             |

### Historische Religionszugehörigkeit
| • 1829: | 309 katholische (= 100 %) Einwohner                               |
| • 1961: | 60 evangelische (= 9,16 %), 594 katholische (= 90,69 %) Einwohner |

## Politik
Ortsbeirat
- SPD: 1
- FDP: 1
- CDU: 5

Für Löhrbach besteht ein Ortsbezirk (Gebiete der ehemaligen Gemeinde Löhrbach) mit Ortsbeirat und Ortsvorsteher, nach Maßgabe der §§ 81 und 82 HGO und des Kommunalwahlgesetzes in der jeweils gültigen Fassung gebildet. Der Ortsbeirat besteht aus sieben Mitgliedern. Bei den Kommunalwahlen in Hessen 2021 betrug die Wahlbeteiligung zum Ortsbeirat Löhrbach 62,42 %. Es wurden gewählte: fünf Mitglieder der CDU und je ein Mitglied der SPD und der FDP. Der Ortsbeirat wählte Stefan Roewer (CDU) zum Ortsvorsteher.

## Verkehr
Für den Straßenverkehr ist Löhrbach durch die Landesstraße L 3408 erschlossen, die der Länge nach durch das Tal führt und die Kerngemeinde Birkenau mit Abtsteinach verbindet.